# Пам'ятки архітектури Алуштинської міськради
На території Алуштинської міськради нараховується 20 пам'яток архітектури та 2 архітектурно-археологічні комплекси, що перебувають на обліку. 13 з них знаходиться в місті Алушта. Одна з пам'яток та обидва архітектурно-археологічні комплекси мають статус національного значення, інші - місцевого.
| № п/п                   | Обліковий номер  | Найменування пам'ятника | дата події                  | Місто                           | Адреса                                                                                  | Рішення про взяття на облік                                         |
| ----------------------- | ---------------- | --- | --------------------------- | ------------------------------- | --------------------------------------------------------------------------------------- | ------------------------------------------------------------------- |
| м. Алушта               |                  | |                             |                                 |                                                                                         |                                                                     |
| 1                       | 010004-Н         | Археологічний комплекс «Алустон» | VI-XV ст.                   | Алушта                          | вул. Володарського, вул. 15 квітня, вул. Р.Люксембург. Пагорб над тролейбусною станцією | Постанова Кабінету Міністрів України від 03.09.2009 р. № 928        |
| Місцевого значення      |                  | |                             |                                 |                                                                                         |                                                                     |
| 1                       | -                | Мечеть Юхари-Джамі | середина XIX ст.            | Алушта                          | вул. Верхня, 9                                                                          | Рішення Кримського облвиконкому від 15.04.1986 № 164                |
| 2                       | -                | Клуб-їдальня санаторію «Алушта» | 1941 р.                     | Алушта                          | вул. Глазкрицького, 8                                                                   | Рішення Кримського облвиконкому від 20.02.1990 № 48                 |
| 3                       | -                | Флігель колишнього будинку Бекетова |                             | Алушта                          | вул. Комсомольська, 4                                                                   | Постанова Ради міністрів Кримської АРСР від 19.12.1991 № 298        |
| 4                       | -                | Альтанка-ротонда колишнього маєтку Бекетова |                             | Алушта                          | вул. Комсомольська, 4                                                                   | Постанова Ради міністрів Кримської АРСР від 19.12.1991 № 298        |
| 5                       | -                | Дача Бекетова | 1898 р.                     | Алушта                          | вул. Комсомольська, 4                                                                   | Рішення Кримського облвиконкому від 20.02.1990 № 48                 |
| 6                       | -                | Житловий будинок | поч. XX ст.                 | Алушта                          | вул. Червоноармійська, 10                                                               | Рішення Кримського облвиконкому від 05.06.1984 № 284                |
| 7                       | 4744-АР          | Дача Пенюк | кінець XIX — початок XX ст. | Алушта                          | вул. Червоноармійська, 30, літер «А»                                                    | Наказ Міністерства культури України від 20.01.2012 № 45             |
| 8                       | -                | Лазарет «Ели-баштану» | 1914 р.                     | Алушта                          | вул. Леніна, 2, літер «Б»                                                               | Рішення Кримського облвиконкому від 20.02.1990 № 48                 |
| 9                       | -                | Дача Ліндена | початок XX ст.              | Алушта                          | вул. Набережна, 6                                                                       | Рішення Кримського облвиконкому від 20.02.1990 № 48                 |
| 10                      | -                | Вілла «Марина» | 1912 р.                     | Алушта                          | вул. Набережна, 6 (8), санаторій «Морський куточок», корпус № 3, літер "Е "             | Рішення Кримського облвиконкому від 20.02.1990 № 48                 |
| 11                      | -                | Вілла «Анна» | 1908-1910 рр..              | Алушта                          | вул. Набережна, 6, санаторій «Морський куточок», корпус № 1, літер «А»                  | Рішення Кримського облвиконкому від 20.02.1990 № 48                 |
| 12                      | -                | Дача Стахєєва | 2-я пол. XIX ст.            | Алушта                          | вул. Перекопська, 1, літер «А»                                                          | Рішення Кримського облвиконкому від 20.02.1990 № 48                 |
| 13                      | -                | Церква Федора Стратилата | XIX ст.                     | Алушта                          | вул. Хромих, 16                                                                         | Рішення Кримського облвиконкому від 05.06.1984 № 284                |
| Алуштинська міська рада |                  | |                             |                                 |                                                                                         |                                                                     |
| Національного значення  |                  | |                             |                                 |                                                                                         |                                                                     |
| 1                       | обліковий 1228-Н | Колишній палац князів Гагаріних | 1902-1907 рр..              | с-ще Скеля                      | вул. Гагаріної, 5, літер «К»                                                            | Постанова Ради Міністрів УРСР від 06.09.1979 р. № 442, діл. № 1228; |
| 2                       | 010005-Н         | Археологічний комплекс «Сторожеве укріплення Фуна» | VI-XVIII ст.                | с. Лучисте                      | 2,0 км на північ від села, біля західного підніжжя гори Південна Демерджі               | Постанова Кабінету Міністрів України від 03.09.2009 р. № 928        |
| Місцевого значення      |                  | |                             |                                 |                                                                                         |                                                                     |
| 1                       | -                | Житловий будинок колишнього маєтку Н. М. Раєвського | 1866 р.                     | Маломаяцької с/р, с-ще Утьос    |                                                                                         | Рішення Кримського облвиконкому від 05.06.1984 № 284                |
| 2                       | -                | Парк «Утьос-Карасан»: Малі архітектурні форми 1) фонтан «Три голови»; 2) фонтан мармуровий в античному стилі; 3) фонтан у східному стилі з зображенням кипариса; 4) фонтан з вірменської написом; 5) фонтан з аркою; 6) пергола | XIX ст.                     | Маломаяцької с/р, с-ще Утьос    |                                                                                         | Рішення Кримського облвиконкому від 20.02.1990 № 48                 |
| 3                       | -                | Каплиця | XIX ст.                     | Маломаяцької с/р, с-ще Утьос    | вул. Гагаріної, 5, літер «Д»                                                            | Рішення Кримського облвиконкому від 20.02.1990 № 48                 |
| 4                       | 1228-Н           | Колишній палац князів Гагаріних | 1902-1907 рр..              | Маломаяцької с/р, с-ще Утьос    | вул. Гагаріної, 5, літер «К»                                                            | Постанова Ради Міністрів УРСР від 06.09.1979 № 442                  |
| 5                       | -                | Магометанська мечеть | 2-я пол. XIX ст.            | Маломаяцької с/р, с. Малий Маяк |                                                                                         | Постанова Ради міністрів Криму від 14.12.1992 № 261                 |
| 6                       | -                | Мечеть | кінець XVIII в.             | Партенітська с/р, с-ще Партеніт | пров. Крутий, 1                                                                         | Рішення Кримського облвиконкому від 15.04.1986 № 164                |